# Breda A.9
Breda A.9 là một loại máy bay huấn luyện hai tầng cánh, chế tạo ở Ý năm 1928 cho Regia Aeronautica.

## Quốc gia sử dụng
- Italy
  - Regia Aeronautica

## Biến thể
- Breda A.9
- Breda A.10

## Tính năng kỹ chiến thuật (A.9)
Đặc điểm tổng quát
- Kíp lái: 2
- Chiều dài: 7,95 m (26 ft 1 in)
- Sải cánh: 9,32 m (30 ft 7 in)
- Diện tích cánh: 27,0 m2 (290 ft2)
- Trọng lượng rỗng: 770 kg (1.698 lb)
- Trọng lượng có tải: 1.050 kg (2.315 lb)
- Powerplant: 1 × Isotta-Fraschini, 187 kW (250 hp)

Hiệu suất bay
- Vận tốc cực đại: 185 km/h (115 mph)
- Tầm bay: 800 km (500 dặm)
- Trần bay: 6.000 m (19.680 ft)